# Балашовский район
Балашо́вский райо́н — административно-территориальная единица (район) и муниципальное образование (муниципальный район) в Саратовской области России.
Административный центр — город Балашов.

## География
Район располагается в западной части Саратовской области на Приволжской возвышенности с максимальным превышением местности до 200 м в лесостепной зоне и степной зонах.
Площадь района составляет 2924,56 км² (14-е место по площади в области). Наибольшая протяженность района с севера на юг составляет 78 км, с запада на восток — 8 км.
Район граничит на западе с Воронежской областью, на юго-западе с Волгоградской областью. На юге район граничит с Самойловским районом, на юго-востоке с Калининским районом, на северо-западе с Романовским районом, на северо-востоке с Аркадакским районом.
Районный центр — город Балашов, расположенный на восточной окраине Окско-Донской равнины с типичными чернозёмами, на реке Хопёр (приток Дона), на пересечении железнодорожных линий Тамбов‑Камышин и Поворино-Пенза.
Протяжённость автодорог общего пользования с твёрдым покрытием — 331,7 км.

### Климат
Климат — умеренный, с большим количеством солнечных дней в году.
Водные ресурсы
Речная сеть Балашовского района принадлежит бассейну реки Дон, впадающей в Азовское море и представлена рекой Хопер. Долина реки Хопер имеет асимметричное строение, левый склон пологий, правый — крутой. Ширина поймы реки Хопер от 2 до 6 км, водный поток имеет ширину от 15 до 40 метров, при глубине 0,2-0,3 метра на перекатах и до 6 метра на плесах. Также на территории района имеются поверхностные водоемы: Мелик, Сухая Елань, Гусевка, Тростянка, Грязнуха, Ольшанка, Елань, Старый Хопер, ручьи и реки протяженностью 10 км.
Флора
В Балашовском районе имеются пойменные дубовые, осиновые, ольховые леса, сосновые культуры, луга, степи. В пойменных лесах более 300 видов растений. Во всех сообществах имеются редкие и охраняемые виды растений. Наиболее значимые — пролеска сибирская, рябчики русский и шахматный, бубенчик лилиелистный, ковыль перистый, прострел раскрытый, тюльпан Шренка, астрагал пушистоцветковый, эфедра двухколосковая. Имеются участки степей и лесов, перспективные для организации особо охраняемых природных территорий (массивы сосновых культур, отдельные участки дубовых лесов, степи около с. Ключи и деревни Выселки). На территории города Балашов имеются ценные древесные экзоты: ели европейская, колючая, канадская, лжетсуга Мензиса, некоторые виды можжевельников, туя западная, катальпа сиренелистная и другие. Всего около 70 видов деревьев и кустарников.
Фауна
На территории Балашовского района распространены ценные охотничьи виды млекопитающих и птиц: кабан, лось, косуля европейская, волк, рыжая лиса, лесная и каменная куницы, барсук обыкновенный, лесной, обыкновенный и степной хори. Имеется большое видовое разнообразие грызунов, среди них — речной бобр и ондатра, мышевидные грызуны. Всего около 40 видов зверей и 250 видов птиц. Ряд видов млекопитающих и птиц занесены в Красную Книгу Саратовской области: сурок серый, лебедь-кликун, серый журавль, журавль-красавка, дрофа (встречается на пролёте); из хищных птиц: орлан-белохвост, скопа, беркут, степной орел, сокол-сапсан. Встречаются в большом количестве птицы, имеющие охотничье значение: серая утка, кряква. Известно около 30 видов редких насекомых: махаон, жук-олень, пчела-плотник, разные виды шмелей, жук-носорог и другие. Всего в районе около 5 тыс. видов беспозвоночных.

## История
Указом императрицы Екатерины II 7 ноября 1780 года образован Балашовский уезд в составе Саратовского наместничества. 12 декабря 1796 года уезд передаётся в состав Астраханской губернии. В 1797 году Балашовский уезд упразднён. 24 мая 1803 года вновь образован Балашовский уезд (в составе Саратовской губернии).
Балашовский район образован 23 июля 1928 года в составе Балашовского округа Нижне-Волжского края.
С 1934 года район в составе Саратовского края, с 1936 года — в Саратовской области.
С 6 января 1954 года по 19 ноября 1957 года район входил в состав Балашовской области.
В 1959 году в состав района вошла территория упразднённого Родничковского района, а 19 мая 1960 года — часть территории упразднённого Ново-Покровского района.

## Население
| 1989     | 2002     | 2009     | 2010     | 2011     | 2012     | 2013     |
| -------- | -------- | -------- | -------- | -------- | -------- | -------- |
| 129 363  | ↗132 929 | ↘125 156 | ↘113 352 | ↘113 143 | ↘112 094 | ↘111 085 |
| 2014     | 2015     | 2016     | 2017     | 2018     | 2019     | 2020     |
| ↘110 030 | ↘109 367 | ↘108 303 | ↘107 155 | ↘106 107 | ↘104 934 | ↘104 295 |
| 2021     | 2025     |          |          |          |          |          |
| ↘102 351 | ↘98 902  |          |          |          |          |          |

### Урбанизация
В городских условиях (город Балашов и рабочий посёлок Пинеровка) проживают 76.02 % населения района.

## Муниципально-территориальное устройство
В Балашовский муниципальный район входят 16 муниципальных образований, в том числе 2 городских и 14 сельских поселений:
| №        | Муниципальное образование                  | Административный центр    | Количество населённых пунктов | Население | Площадь, км2 |
| -------- | ------------------------------------------ | ------------------------- | ----------------------------- | --------- | ------------ |
| 1e-06    | Городские поселения:                       |                           |                               |           |              |
| 1        | муниципальное образование город Балашов    | город Балашов             | 1                             | ↘71 959   | 70,81        |
| 2        | Пинеровское муниципальное образование      | рабочий посёлок Пинеровка | 4                             | ↘3687     | 222,48       |
| 2.000002 | Сельские поселения:                        |                           |                               |           |              |
| 3        | Барковское муниципальное образование       | село Барки                | 6                             | ↘1875     | 113,98       |
| 4        | Большемеликское муниципальное образование  | село Большой Мелик        | 7                             | ↘2283     | 348,26       |
| 5        | Лесновское муниципальное образование       | село Лесное               | 3                             | ↘769      | 181,92       |
| 6        | Малосемёновское муниципальное образование  | село Малая Семеновка      | 3                             | ↘940      | 199,81       |
| 7        | Новопокровское муниципальное образование   | село Новопокровское       | 4                             | ↘1171     | 212,76       |
| 8        | Октябрьское муниципальное образование      | посёлок Октябрьский       | 6                             | ↘1590     | 184,77       |
| 9        | Первомайское муниципальное образование     | посёлок Первомайский      | 4                             | ↘1134     | 189,19       |
| 10       | Репинское муниципальное образование        | село Репное               | 3                             | ↘3335     | 192,61       |
| 11       | Родничковское муниципальное образование    | село Родничок             | 4                             | ↘1511     | 113,23       |
| 12       | Соцземледельское муниципальное образование | посёлок Соцземледельский  | 3                             | ↘1088     | 152,47       |
| 13       | Старохопёрское муниципальное образование   | село Старый Хопёр         | 3                             | ↘868      | 112,09       |
| 14       | Терновское муниципальное образование       | село Терновка             | 5                             | ↘1877     | 322,68       |
| 15       | Тростянское муниципальное образование      | село Тростянка            | 4                             | ↘2340     | 192,11       |
| 16       | Хопёрское муниципальное образование        | село Хопёрское            | 2                             | ↘2475     | 115,37       |

В рамках организации местного самоуправления в 2005 году в новообразованном муниципальном районе были созданы 2 городских и 14 сельских поселений.

## Населённые пункты
В Балашовском районе 62 населённых пункта, в том числе 60 сельских и 2 городских (из них 1 рабочий посёлок и 1 город).
| №  | Населённый пункт | Тип                     | Население | Муниципальное образование |
| -- | ---------------- | ----------------------- | --------- | ------------------------- |
| 1  | Александровский  | посёлок                 | ↘285      | Новопокровское            |
| 2  | Алмазово         | село                    | ↘471      | Пинеровское               |
| 3  | Арзянка          | посёлок                 | 15        | Большемеликское           |
| 4  | Балашов          | город                   | ↘71 959   | город Балашов             |
| 5  | Барки            | село                    | ↘685      | Барковское                |
| 6  | Безлесное        | село                    | 25        | Новопокровское            |
| 7  | Белозерка        | село                    | 22        | Новопокровское            |
| 8  | Березовка        | село                    | ↘108      | Малосемёновское           |
| 9  | Большой Мелик    | село                    | ↗1219     | Большемеликское           |
| 10 | Ветельный        | посёлок                 | ↘390      | Первомайское              |
| 11 | Восход           | посёлок                 |           | Барковское                |
| 12 | Выселки          | село                    | 55        | Большемеликское           |
| 13 | Григорьевский    | хутор                   | 4         | Первомайское              |
| 14 | Гусевка          | село                    | ↘300      | Малосемёновское           |
| 15 | Данилкино        | село                    | ↘648      | Терновское                |
| 16 | Дуплятка         | село                    | ↗238      | Родничковское             |
| 17 | Заречное         | село                    | ↗441      | Репинское                 |
| 18 | Зорька           | железнодорожная станция | 2         | Тростянское               |
| 19 | Ивановка         | село                    | ↘73       | Первомайское              |
| 20 | Ириновский       | посёлок                 | ↘105      | Октябрьское               |
| 21 | Кардаил          | село                    | ↘245      | Родничковское             |
| 22 | Ключи            | посёлок                 | 82        | Большемеликское           |
| 23 | Конный           | посёлок                 | ↘141      | Лесновское                |
| 24 | Котоврас         | село                    | ↘717      | Большемеликское           |
| 25 | Красная Заря     | остановочная платформа  | 20        | Репинское                 |
| 26 | Красная Зорька   | посёлок                 | 23        | Тростянское               |
| 27 | Красная Кудрявка | посёлок                 | ↘533      | Тростянское               |
| 28 | Ленино           | село                    | ↘107      | Соцземледельское          |
| 29 | Лесное           | село                    | ↘632      | Лесновское                |
| 30 | Лопатино         | село                    | 69        | Пинеровское               |
| 31 | Луговое          | посёлок                 | 7         | Старохопёрское            |
| 32 | Львовка          | село                    | ↗253      | Соцземледельское          |
| 33 | Малая Семеновка  | село                    | ↘827      | Малосемёновское           |
| 34 | Малый Мелик      | село                    | ↘436      | Большемеликское           |
| 35 | Михайловка       | село                    | ↘313      | Родничковское             |
| 36 | Никольевка       | деревня                 | 53        | Пинеровское               |
| 37 | Новая Глебовка   | посёлок                 | ↘199      | Барковское                |
| 38 | Новопокровское   | село                    | ↘1218     | Новопокровское            |
| 39 | Октябрьский      | посёлок                 | ↘710      | Октябрьское               |
| 40 | Орехово          | посёлок                 | 0         | Старохопёрское            |
| 41 | Пады             | железнодорожная станция | ↘119      | Октябрьское               |
| 42 | Пады             | село                    | ↘722      | Октябрьское               |
| 43 | Первомайский     | посёлок                 | ↘1105     | Первомайское              |
| 44 | Пинеровка        | рабочий посёлок         | ↘3224     | Пинеровское               |
| 45 | Пичурино         | село                    | ↘137      | Терновское                |
| 46 | Прихопёрский     | посёлок                 | 7         | Большемеликское           |
| 47 | Разумный Труд    | посёлок                 | 59        | Барковское                |
| 48 | Рассказань       | село                    | ↘273      | Лесновское                |
| 49 | Репная Вершина   | село                    | ↘212      | Октябрьское               |
| 50 | Репное           | село                    | ↘3029     | Репинское                 |
| 51 | Родничок         | село                    | ↘1259     | Родничковское             |
| 52 | Садовый          | посёлок                 | ↘273      | Октябрьское               |
| 53 | Соцземледельский | посёлок                 | ↘1084     | Соцземледельское          |
| 54 | Спартак          | посёлок                 | ↘68       | Терновское                |
| 55 | Старый Хопёр     | село                    | ↘1036     | Старохопёрское            |
| 56 | Степное          | посёлок                 | 78        | Барковское                |
| 57 | Сухая Елань      | село                    | ↘613      | Терновское                |
| 58 | Терновка         | село                    | ↘1049     | Терновское                |
| 59 | Тростянка        | село                    | ↘1945     | Тростянское               |
| 60 | Трудовой         | посёлок                 | 9         | Хопёрское                 |
| 61 | Устиновка        | село                    | ↘295      | Барковское                |
| 62 | Хопёрское        | село                    | ↘2640     | Хопёрское                 |

Упразднённые населённые пункты:
- 2006 год — село Сербино-Вединяпино, поселок Бровка

## Символика
Основными символами Балашовского района является Флаг Балашовского района. Герб и гимн района не утверждены.

### Флаг
Флаг Балашовского района утверждён решением Совета депутатов Балашовского района 26 января 2001 года.
Геральдическое описание герба гласит: «В золоте два зелёных, связанных во главе стеблями, арбуза; на каждом стебле три листа. В вольной части — герб Саратовской области (три положенные в вилообразный крест, сообращённые серебряные стерляди в лазоревом поле)».

## Местные органы власти
Ключевыми органами управления района являются Администрация Балашовского района и Собрание депутатов.
Глава Балашовского муниципального района — Михаил Иванович Захаров (с 30 сентября 2024 года).
В Собрание депутатов входит 24 депутата.
Председатель Собрания депутатов Балашовского района — Нина Николаевна Шехматова (с 5 октября 2021 года).
На территории Балашовского района работает Балашовское местное отделение Всероссийской политической партии «Единая Россия», которое было создано в мае 2002 года.
Секретарь — Сергей Васильевич Попов (с 16 июня 2017 года).

### Руководство

#### Список глав администрации города и района
- 1992—1996  — Плотников А. А (), глава администрации города и района;
- 1996—1997  — Кривов Геннадий Иванович (10.03.1946), глава администрации города и района;
- 1997—1999  — Коргунов Олег Николаевич (5.04.1957), глава администрации города и района;
- 2000—2000  — Фаизов Марат Фаритович (21.08.1961), исполняющий обязанности главы администрации города и района.

#### Список глав администрации района
- 2006—2008  — Щенин Андрей Валентинович, глава администрации района;
- 2008—2011  — Шамин Борис Фёдорович (20.10.1948), глава администрации района;
- 2011—2013  — Гнусарев Сергей Викторович (11.04.1966), глава администрации района;
- 12.11.2013 — 30.09.2016 гг — Москалев Александр Алексеевич (26.09.1971), глава администрации района.

Должность главы администрации ликвидирована по решению депутатов районного Собрания.

#### Список глав муниципального района
- 12.2000 — 02.2004  — Марат Фаритович Фаизов (21.08.1961), глава района;
- 02.2004 — 25.10.2005  — Павел Михайлович Петраков (1.12.1958), глава района;
- 25.10.2005 — 03.2006  — Валентин Иванович Завалёв (13.06.1958), исполняющий обязанности главы района;
- 03.2006 — 13.06.2006  — Александр Владимирович Кудряшов (1951), исполняющий обязанности главы района;
- 13.06.2006 — 13.03.2011  — Александр Иванович Демин (10.09.1956), глава района;
- 13.03.2011 — 29.10.2016  — Елена Юрьевна Щербакова (3.08.1970), глава района;
- 29.10.2016 — 31.10.2016  — Игорь Валерьевич Талалайкин (1973), исполняющий обязанности главы района;
- 31.10.2016 — 24.04.2017  — Александр Николаевич Мельников (26.07.1956), глава района;
- с 24.04.2017 — 30.09.2024  —  Павел Михайлович Петраков (1.12.1958), исполняющий обязанности главы района, глава района (с 19 мая 2017 года);
- с 30.09.2024 — по наст.время — Михаил Иванович Захаров (16.04.1982), исполняющий обязанности главы района, глава района (с 6 ноября 2024 года).

### Собрание депутатов
Предшественником Собрания депутатов Балашовского муниципального района являлся Балашовский районный Совет, избранный 22 декабря 1996 года. В качестве представительного органа власти района Совет просуществовал до 2006 года. В состав районного Совета входило 16 депутатов.
На муниципальных выборах 12 марта 2006 года сроком на 5 лет было избрано 25 депутатов Собрания депутатов Балашовского муниципального района первого созыва.
Выборы депутатов второго созыва состоялись 13 марта 2011 года. В составе депутатского корпуса работали 25 избранников.
В результате прошедших 18 сентября 2016 года выборов в состав Собрания депутатов третьего созыва было избрано 24 депутата.
Решением Собрания депутатов БМР от 29 сентября 2016 года учреждена должность Председателя.

#### Список председателей
- 29.09.2016 — 31.10.2016  — Елена Юрьевна Щербакова (3.08.1970), председатель;
- 31.10.2016 — 24.04.2017  — Павел Михайлович Петраков (1.12.1950), председатель;
- 24.04.2017 — 5.10.2021 — Андрей Георгиевич Рыжков (3.03.1974), исполняющий обязанности председателя, председатель (с 19 мая 2017 года);
- с 5.10.2021 — по наст.время — Нина Николаевна Шехматова (12.01.1961), председатель.

## Экономика
В Балашовском районе работают предприятия различных отраслей экономики — промышленность, сельское хозяйство, строительство и другие.
Приоритетные направления инвестиционной деятельности Балашовского района являются:
- сельское хозяйство;
- жилищно-коммунальное хозяйство;
- обрабатывающее производство;
- обработка вторичного сырья;
- туристическая отрасль.

### Промышленность
- ООО «Балашовский сахарный комбинат», — единственное градообразующее предприятие по переработку сахарной свеклы и производству сахара в Саратовской области. Находится в городском поселке Пинеровка.
- ООО «Балашовская птицефабрика», — предприятие по производству товарного куриного яйца и мяса кур бройлеров. Находится в селе Репное.

### Сельское хозяйство
Балашовский район — крупнейший агропромышленный район. В аграрном секторе района общая площадь земель сельскохозяйственного назначения составляет 242,6 тыс. гектар, в том числе пашня 173,4 тыс. гектар, наиболее распространённые почвы — черноземье, песчаная, супесчаная. Наличие плодородной почвы обуславливает развитие высокопродуктивного товарного сельскохозяйственного производства: пшеница, подсолнечник, сахарная свёкла, кормовые культуры, мясо-молочное животноводство и растениеводство.
Основные направления развития сельского хозяйства района:
- Растениеводство — отрасль предназначена для обеспечения потребности населения района в основных продуктах питания;
- Животноводство — социально значимая отрасль, обеспечивающая потребность населения муниципального района продуктами питания животного происхождения, а промышленность сырьём.

Район в 21 раз подряд получил переходящий приз губернатора Саратовской области «Золотой колос» — за получение наивысшей урожайности зерновых культур в Саратовской области.
В районе действуют всего 123 крестьянско-фермерских хозяйства, 23 коллективных хозяйства.

#### Список сельхозтоваропроизводителей Балашовского района.
- Колхоз имени Ленина (село Тростянка);
- СХА «Звезда» (село Красная Кудрявка);
- СПК «Ветельный» (поселок Ветельный);
- ООО «Алмазово-2016» (село Алмазово);
- ООО «БКХП-Репное» (село Репное);
- ООО «Земледелец-2002» (поселок Соцземледельский);
- ООО «РОСАГРО-САРАТОВ» (село Старый Хопер);
- ООО «АГРО Прогрессия» (село Барки);
- БФ ООО «Новопокровское» (село Новопокровское);
- ООО «Полесье»;
- ООО «Наир»;
- ООО «Новая земля»;
- ООО «Полевое»

## Туризм
В Балашовском районе действует 11 туристических организаций: базы отдыха «Старая мельница», «Простоквашино», «Раздолье», «Улей», «Слюдяночка», «Заря», «Конный двор», ЗАО «Санаторий Пады», МАОУ ДОД ДООЛ «Колос», детский лагерь «Юность», музей-усадьба «Никольевское городище».
На территории района имеются культурно-познавательный, событийный, активный, рыболовный, спортивный и экстремальный туризм.

## Образование и наука
В районе работает 65 муниципальных общеобразовательных учреждений:
38 образовательных учреждений;
26 дошкольных обраховательных учреждений;
1 учреждение дополнительного образования.
Высшие учебные заведения на территории Балашовского района сконцентрированы в городе Балашов.

## Здравоохранение
В районе работает 42 учреждения здравоохранения:
4 учреждения находятся в городе Балашов;
34 ФАП;
3 врачебных амбулаторий;
1 участковая больница в селе Родничок.

## Культура
В районе работает 85 учреждений культуры. Всего 22 народных коллектива.

## Транспорт

### Автотранспорт
Балашовский район имеет развитую сеть автомобильных дорог. По территории района проходит федеральная трасса Р-22 «Каспий», проходит трасса Р235 Балашов-Ртищево, а незначительное большинство населённых пунктов района охвачены сетью автомобильных дорог с твёрдым покрытием. Пассажирские перевозки по району осуществляются с применением рейсовых и пригородных автобусов и маршрутных такси.

### Железнодорожный транспорт
По территории района проходит участок направления на Тамбов-Мичуринск-Москву, на Ртищево-Пензу, на Поворино-Лиски-Харьков, на Петров Вал-Камышин). Всего на территории Балашова и Балашовского района находится 19 железнодорожных станций и платформ.
Станция Балашов построена была обществом Рязано-Уральской железной дороги при строительстве линии Тамбов—Камышин (1894). Затем, в 1953 году станция отошла к Юго-Восточной железной дороге.

### Речной транспорт
По реке Хопёр в Балашовском районе осуществляются байдарки и лодочные прогулки.

## Достопримечательности
Долина реки Хопёр и его берега живописны — прекрасное место для отдыха. Здесь находится известный санаторий «Пады», бывшее родовое имение Нарышкина. Сохранился парк, заложенный в прошлом веке, с редкими для Нижнего Поволжья растениями (ель европейская плакучая, сосна чёрная, тополь дельтовидный).
У села Алмазово расположен заказник (лось, благородный олень, бобр, выхухоль, водоплавающая птица).
Достопримечательностью села Михайловка является каменная церковь в одной связи с колокольней, однопристольная во имя Аристратига Михаила, построенная в 1817 году на средства прихожан, крытая железом, 410 кв. аршинов, на 300 человек, придел в честь благоверного Александра Невского был пристроен в 1889 году. На колокольне 5 колоколов, вокруг храма погост, засаженный деревьями и кустами желтой акации, с деревянной оградой и железной решеткой. На 1907 год церковь имела 33 десятины земли.
В селе Пады частично сохранилась усадьба Нарышкиных — одна из главных историко-архитектурных достопримечательностей района.

## Религия
Исторически сложилось, что в Балашовском районе преобладает православное вероисповедание. В период 1920—1990 годов количество верующих существенно снизилось. Однако с начала 1990-х годов ведётся активное восстановление храмов и увеличение числа верующих.

### Православие
Балашовский уезд был одним из центров православной истории СССР. На территории Балашовского уезда с 1918 до 1933 года действовала Балашовское викариатство. Балашовские епископы сыграли значительную роль в становлении православия на Руси. Впоследствии Балашовское викариатство было упразднено. Через несколько лет после упразднения Балашовского викариатства в 2011 году Балашовская епархия снова основана, где епископ в первой истории современной России получил титул «Балашовского и Ртищевского». С восстановлением епархии в 2011 году столица Прихоперья стала епископской епархией.
В Советский период большинство храмов Балашовского района пришло в запустение и разрушалось.
В настоящее время на территории района действует Балашовское благочиние, в которое входит 15 православных храмов и церквей.

### Прочие конфессии
Помимо православия на территории Балашовского района представлены и прочие конфессии. Однако эти конфессии немногочисленны.

## Люди, связанные с районом
Саранцев, Юрий Дмитриевич (7 октября 1928 года, Большой Мелик, Нижне-Волжский край — 24 августа 2005 года, Москва) — советский и российский актёр кино и дубляжа, Народный артист Российской Федерации (2000)

## Почётные граждане района
Почётными гражданами района являются:
- Ахмыстова, Валентина Филипповна (1926—2005) — директор филиала Саратовского института «Гипропромсельстрой» (1963—1973), первый директор государственного проектного института «Росгипропромсельстрой» (1973—1987);
- Родюкова, Валентина Трофимовна (1926—2015) — начальник станции Балашов-1 (1971—1990), Герой Социалистического Труда (1981);
- Палькин, Николай Егорович (1927—2013) — советский и российский поэт, член Союза писателей СССР и России (1958—2013), заслуженный работник культуры России;
- Мещеряков, Василий Васильевич (1930—2016) — бывший председатель Балашовского горисполкома (1975—1990);
- Маштаков, Анатолий Павлович (род. 1943) — председатель колхоза имени Ленина (1983—2003), заслуженный работник сельского хозяйства РФ;
- Макрушин, Владимир Александрович (1929—2016) — член президиума Общественного совета БМР, заслуженный строитель РСФСР;
- Половинко Владимир Александрович (род. 1948) — бывший директор БТМСХ, заслуженный учитель РФ, кандидат сельскохозяйственных наук;
- Рымашевская, Людмила Иосифовна (род. 1947) — заместитель главы администрации БМР по социальным вопросам (с 2007), начальник управления образования администрации БМР (2001—2006);
- Шерстюков, Юрий Владимирович (1936—2016) — депутат районного Собрания народных депутатов (1979—1989), бывший председатель колхоза имени Тараса Шевченко (село Старый Хопёр);
- Кривов, Геннадий Иванович (род. 1946) — бывший глава администрации Балашовского района, бывший генеральный директор хлебной базы № 43, председатель Совета старейшин (с 2001), заслуженный работник сельского хозяйства РФ;
- Киселёв, Леонид Николаевич (1927—2014) — ректор Балашовского педагогического института (1985—2006);
- Котов, Анатолий Александрович (род. 1948) — председатель сельхозартели «Звезда», заслуженный работник сельского хозяйства РФ;
- Лебедев, Павел Федорович (1926—2014) — член Союза писателей России, кандидат филологических наук, бывший преподаватель Балашовского пединститута, участник ВОВ;
- Долженко, Александр Иванович (род. 1926) — бывший председатель колхоза «Родина», участник ВОВ;
- Волков, Виктор Петрович (1949—2019) — депутат райсобрания, секретарь райкома КПРФ;
- Краснощеков, Виктор Павлович (1930—2010) — врач-диетолог ЦРБ Балашовского района, член Совета ветеранов БМР;
- Ковалёв, Владимир Иванович (1937—2007) — бывший генеральный директор хлебной базы № 43, ветеран труда;
- Кульков Владимир Иванович (1936—2011) — бывший директор Балашовского дома интерната для престарелых и инвалидов;
- Тремасов, Николай Захарович (1927—2005) — доктор технических наук, профессор, специалист по ядерной физике, лауреат Государственной премии СССР, заслуженный конструктор РФ;
- Вахрушев, Владимир Серафимович (1932—2011) — доктор филологических наук, профессор, член Союза российских писателей, исследователь литературного наследия балашовского Прихопёрья;
- Салов, Василий Геннадьевич (1914—2002) — подполковник в отставке, участник Великой Отечественной войны, один из организаторов и руководителей школы юных космонавтов при БВВАУЛ.